# Stereometrie
Stereometrie ist ein Teilgebiet der Geometrie und damit der Mathematik. Sie befasst sich – im Gegensatz zur ebenen Geometrie (Planimetrie) – mit geometrischen Gebilden im (dreidimensionalen) Raum. Statt Stereometrie sagt man auch Raumgeometrie oder räumliche Geometrie.
Zur Stereometrie gehört unter anderem die Berechnung der Oberfläche (Flächenberechnung) bzw. der Mantelfläche und des Volumens (Volumsberechnung) einfacher und zusammengesetzter geometrischer Körper sowie die Stereotomie.
Die Stereometrie stellte im antiken Griechenland einen der Wissenschaftsbereiche dar, die von herausragender Bedeutung waren. So versuchten sich verschiedene namhafte Denker dieser Zeit an der Lösung des stereometrischen Problems der Würfelverdoppelung. Platon fordert gar in seinem Werk Der Staat, dass die Stereometrie neben der Planimetrie in das wissenschaftliche Propädeutikum mit aufgenommen werden solle.